# Antonia Vallejo
Antonia Vallejo (Guadalajara, Jalisco, 6 de febrero de 1842-19 de mayo de 1939) fue una periodista, intelectual y poeta mexicana. Reconocida por sus aportes a diversas revistas y diarios mexicanos, además de su poesía con temas religiosos y naturalistas.

## Reseña biográfica
Extremadamente modesta Antonia Vallejo no disfrutaba que se escribiera sobre ella, por lo que no hay mucha información más que un estudio biográfico escrito por Ignacio Dávila Garibi, para un homenaje a la escritora. Nació por fortuna en una familia acomodada su padre Jacobo María Vallejo y Fernández de Castro abogado de profesión y su madre Francisca Ruiz Pujadas y Piña tenían un amplio interés en la vida cultural, y gracias a su holgura económica organizaban fiestas dónde invitaban a artistas, escritores, escritoras, periodistas y hasta historiadores, así Antonia creció viendo, escuchando y aprendiendo de los mejores profesionistas tapatíos. Se le brinda además una educación cuidada y esmerada. Su primera publicación fue en la antología de poemas titulada Florilegio, en 1860. En su adultez Antonia continúa con la tradición familiar de organizar reuniones culturales y tertulias literarias por lo que pronto se distingue en la escena intelectual jalisciense reconocida por sus vastos conocimientos en filología, literatura e historia. Decide no casarse ni maternar, se dedica de tiempo completo a la vida intelectual y la escritura. Publica tanto prosa como verso y es muy productiva. 
Se sabe que colabora en los periódicos El Diario de Jalisco, El Mexicano, La Libertad, La Democracia Cristiana y Restauración (Guadalajara), La Verdad, El Celaje, El Filograma (Zacatecas), El Orden (Tepic) y El Correo de las Señoras y La Palabra (Ciudad de México). Muchas veces bajo seudónimos como Sylvia, Acibides entre otros, aunque se favorito fue el de Ana Jovita Noell, un anagrama de su nombre. Los temas principales que aborda en sus escritos so la religión (algunas de sus composiciones musicalizadas se aceptaron como himnos guadalupanos), patria, amistad, amor, naturaleza, siempre expresando en sus redacciones su espíritu observador periodista además de su característico sentido del humor e ironía. 

## Obra publicada
- participa en la antología Florilegio (1860)
- poemario  Para mí  (1933)
- Colabora en los periódicos El Diario de Jalisco, El Mexicano, La Libertad, La Democracia Cristiana y Restauración (Guadalajara), La Verdad, El Celaje, El Filograma (Zacatecas), El Orden(Tepic) y El Correo de las Señoras y La Palabra (Ciudad de México)